# Wilhelm zu Wied
Wilhelm Friedrich Heinrich Prinz zu Wied (Neuwied, 26 maart 1876 – Predeal, Roemenië, 18 april 1945) was van 21 februari tot 3 september 1914 soeverein vorst van Albanië.
Wilhelm was een jongere zoon van vorst Wilhelm Adolph Maximilian Carl zu Wied en prinses Marie der Nederlanden, een nicht van koning Willem III. Hij diende eerst als officier in het Garde du Corps en werd vervolgens als ritmeester naar Potsdam overgeplaatst. In 1913 werd hij tot vorst van Albanië gekozen.
Een coalitie van de grootmachten Oostenrijk-Hongarije, Rusland, Frankrijk en Duitsland erkende op 29 juli 1913 de onafhankelijkheid van Albanië van het Ottomaanse Rijk als zelfstandig vorstendom. Men koos ten slotte Wilhelm zu Wied, die was voorgedragen door de Roemeense koningin Elisabeth (een geboren prinses zu Wied), de echtgenote van koning Carol I. Deze Duitse prins behoorde niet tot een van de landen die interesse in Albanië hadden (Oostenrijk, Italië, Servië), had vorstelijke familierelaties, lag bij niemand slecht en zou als protestant een neutrale positie innemen tussen zijn overwegend Grieks-orthodoxe, rooms-katholieke en islamitische onderdanen. Wilhelm stemde na lang aarzelen en onderhandelen toe. Zijn oom Carol had hem desgevraagd gezegd: "Veel kans heb je niet, maar je kunt slechts één keer sterven." Een achttienkoppige delegatie uit Albanië bood hem op 21 februari 1914 de Albanese kroon aan.
Wilhelm betrad op 7 maart 1914 samen met zijn vrouw Sophie van Schönburg-Waldenburg en zijn twee kinderen in Durrës voor het eerst Albanese bodem, enthousiast door het volk begroet. Hij trof een zeer arm land aan dat niet over een noemenswaardige infrastructuur en administratie beschikte. Zijn "paleis", voor Albanese begrippen luxueus, was een gebouw van twee verdiepingen met een aantal kamers rond een binnenhof midden in de stad. Een Nederlandse delegatie - Nederland was een neutraal land en Wilhelm bovendien een achterneef van koningin Wilhelmina - onder leiding van generaal-majoor Willem de Veer en majoor Lodewijk Thomson trachtte een plaatselijke gendarmerie te vormen.
De onervaren Wilhelm wist vrijwel niets van zijn land en de lokale verhoudingen en was daarom volkomen op zijn adviseurs aangewezen. Hij slaagde er niet in bij het volk en de lokale machthebbers aanzien te winnen en het land verviel al snel tot anarchie. Lokale leiders probeerden, opgehitst door de voormalige minister van Binnenlandse Zaken en Oorlog Essad Pasha, de macht te grijpen, terwijl in het zuiden de Grieken invloed trachtten te verkrijgen en moslims uit Midden-Albanië de hoofdstad aanvielen. Na het uitbreken van de Eerste Wereldoorlog lieten de grootmachten hem in de steek. De beloofde gelden bleven uit en Italië, dat zijn oog op Albanië had laten vallen, intrigeerde. Wilhelm verliet zijn land op 3 september 1914. Veel verwijten werden hem hierom niet gemaakt. De latere premier Fan Noli oordeelde dat Wilhelm slechts kon worden bekritiseerd, omdat hij geen wonder had weten te bewerkstelligen.
Wilhelm keerde terug naar Duitsland, nam weer dienst als officier in het Duitse leger, maar trok zich in april 1918 terug. Na de oorlog trachtte hij weer op de troon te komen. Vergeefs, want als Duits militair werd hij door Frankrijk niet meer aanvaardbaar geacht. Hij bleef de rest van zijn leven echter de titel vorst van Albanië voeren en werd door de Almanach de Gotha als zodanig erkend. Hij verhuisde in 1925 naar Roemenië, waar hij in 1945 stierf.

## Huwelijk en kinderen
Wilhelm werd door zijn ouders gezien als de ideale huwelijkskandidaat voor koningin Wilhelmina. Koningin Emma zag evenwel niets in deze verbintenis omdat een prins van Wied, zoon van een niet-regerend vorst, haar te min was. Emma had zich zelfs openlijk negatief uitgelaten over het huwelijk van Wilhelms oudere broer Frederik zu Wied met haar nichtje Pauline van Württemberg, die een nichtje was van koningin Emma en bovendien ook de dochter van een regerende koning. Wilhelm huwde op 30 november 1906 prinses Sophie van Schönburg-Waldenburg. Het paar kreeg de volgende kinderen:
- Marie Eleonore (1909-1956)
- Karel Victor (1913-1973)